# رحمان‌آباد شهید محمدگل
رحمان‌آباد شهید محمدگل یا رحمان‌آباد روستایی در دهستان اسماعیل‌آباد بخش مرکزی شهرستان خاش استان سیستان و بلوچستان ایران است.

## جمعیت
بر پایه سرشماری عمومی نفوس و مسکن در سال ۱۳۹۵ جمعیت این روستا ۴۸ نفر (۱۶خانوار) بوده‌است.